# Chiesa di Santa Maria Assunta (Brienza)
La chiesa di Santa Maria Assunta è la chiesa madre di Brienza, in provincia di Potenza e arcidiocesi di Potenza-Muro Lucano-Marsico Nuovo; fa parte della zona pastorale di Tito-Valle del Melandro.

## Storia
Il primitivo luogo di culto di Brienza era la chiesa di San Martino, che però tra i secoli XI e XII non era più sufficiente a soddisfare le esigenze dei fedeli; così, ne venne costruita nel castello una più capiente, la quale fu dedicata a santa Maria Assunta.
Nel XIII secolo, all'epoca del vescovo di Marsico Nuovo Ruggero I, la chiesa ricevette molto privilegi e le furono assegnati molti beni, tanto che il parroco dovette essere affiancato pure da un economo che amministrasse il patrimonio.
Questo luogo di culto venne elevato al rango di chiesa madre nel 1683; nel 1761 la parrocchiale venne interessata da un ampio intervento di rifacimento e modifica che le conferì un nuovo aspetto e in occasione del quale fu realizzato il portale d'ingresso.
Nel 1857 un terremoto provocò delle lesioni alla chiesa e al campanile, il quale non venne ripristinato nella sua interezza ma ridotto di dimensioni.
L'originario soffitto in tavolato, decorato da un dipinto settecentesco con soggetto l'Assunzione, venne rimosso nel Novecento e sostituito dal solaio intonacato e privo di decorazioni.
L'edificio venne restaurato in seguito all'evento sismico del 1980 e nel 2012 si procedette all'adeguamento liturgico secondo le norme postconciliari mediante l'aggiunta dell'ambone e dell'altare rivolto verso l'assemblea.

## Descrizione

### Esterno
La facciata della chiesa, rivolta a nordest, presenta centralmente il monumentale portale d'accesso, affiancato da due paraste e sormontato dall'architrave, e sopra una nicchia con il bassorilievo della Vergine Assunta e due finestre a tutto sesto ed è scandita da quattro lesene con capitelli corinzi sorreggenti il timpano di forma triangolare; sul lato sinistro vi è un'ala secondaria caratterizzata dall'ingresso minore e da un oculo.
Annesso alla parrocchiale è il campanile in pietra a base quadrata, la cui cella presenta su ogni lato una monofora ed è coperta dal tetto a quattro falde.

### Interno

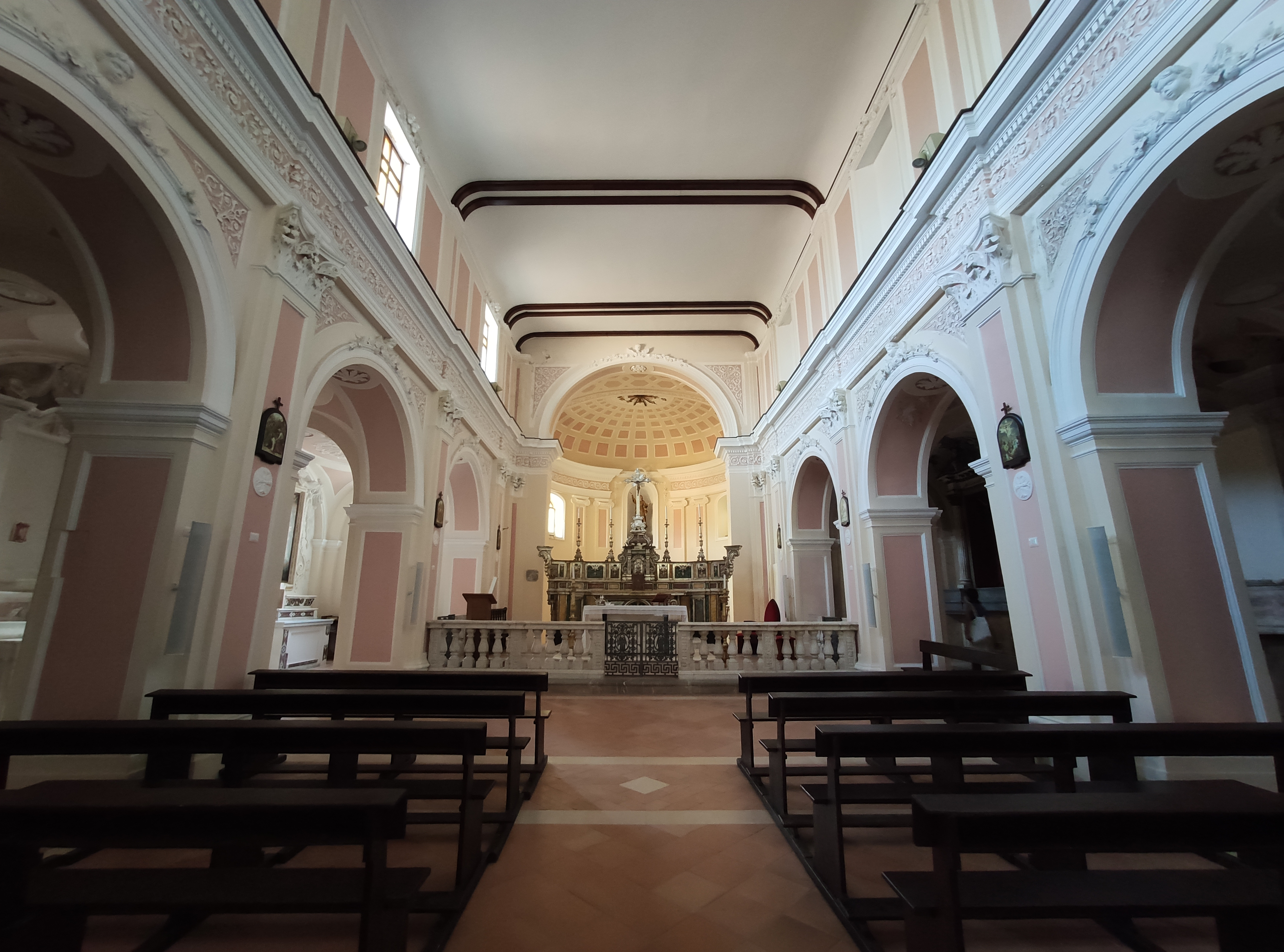
L'interno

L'interno dell'edificio è suddiviso in tre navate da pilastri sorreggenti degli archi a tutto sesto e abbelliti da lesene, sopra le quali corre la cornice modanata e aggettante su cui si imposta un registro attico caratterizzato dalle finestre; al termine dell'aula si sviluppa il presbiterio, delimitato da balaustre, ospitante l'altare maggiore e chiuso dall'abside di forma semicircolare.
Qui sono conservate diverse opere di pregio, tra le quali la tela ritraente la Madonna con Bambino assieme a Sant'Agostino, eseguita nel 1784 da Nicola Peccheneda, dello stesso autore pure la pala raffigurante Sant'Antonio Abate, datata 1797, e la statua con soggetto la Madonna col Bambino, intagliata nel XIV secolo. 
Al di sotto della parrocchiale è presente una cripta, anch'essa composta da tre navate.